# Sausti
Sausti – wieś w Estonii, w prowincji Harju, w gminie Kiili.